# FFV1
 (août 2021).
Si vous disposez d'ouvrages ou d'articles de référence ou si vous connaissez des sites web de qualité traitant du thème abordé ici, merci de compléter l'article en donnant les références utiles à sa vérifiabilité et en les liant à la section « Notes et références ».
Le FFV1, (pour FF Video 1), est un format de donnée vidéo intra-frame, sans perte et ouvert.
Il est particulièrement adapté à l'archivage vidéo.
Ce format a été créé en 2003 par Michael Niedermayer en vue d'utiliser un format de vidéo libre et sans perte dans FFmpeg. Il utilise des techniques des années 2000 pour éviter les problèmes de brevets.
Il a été standardisé par l'Internet Engineering Task Force (IETF). La version 3 a été publiée en août 2021 sous le nom de RFC 9043. Cette RFC comprend les versions 0, 1 et 3 du format.

## Versions du format

### Version 0
La version 0 est l’implémentation originale de FFV1. Elle a été marquée stable le 14 avril 2006.
Elle se limite a 8 bits par composante de couleur, et reste utile dans ce cadre.

### Version 1
Cette version a été marquée stable le 24 avril 2009.
Elle étend la profondeur de couleur.

### Version 2
Cette version n'a qu'une existence expérimentale. La version 2 ayant été abandonnée au profit de la version 3 afin de supporter des versions mineures.

### Version 3
Cette version a été marquée stable le 17 août 2013.
Elle étend la description des caractéristiques des images ; permet de découper l'image en bloc pour faciliter la compression/décompression multithreadée ; ainsi que l'ajout d'un CRC pour permettre de vérifier les données encodées.

### Version 4
Cette version est à l'état de travail.
Une des fonctionnalités discutées est le support de plus d’espace de couleur, notamment non linéaire et logarithmique.